# Ambtonia tongassensis
Ambtonia tongassensis är en kräftdjursart som beskrevs av Brouwers 1993. Ambtonia tongassensis ingår i släktet Ambtonia och familjen Trachyleberididae. Inga underarter finns listade i Catalogue of Life.